# Guriasz (Karpow)
Guriasz, imię świeckie Grigorij Płatonowicz Karpow (ur. 1814 w Saratowie, zm. 5 marca?/17 marca 1882 w Symferopolu) – rosyjski biskup prawosławny.

## Życiorys
Był synem kapłana prawosławnego. W 1836 ukończył seminarium duchowne w Saratowie. Rok później podjął studia w Petersburskiej Akademii Duchownej. W czasie nauki, 12 lipca 1838, złożył wieczyste śluby mnisze, 4 sierpnia został wyświęcony na hierodiakona, zaś 20 listopada 1839 – na hieromnicha. W 1839 ukończył studia z tytułem kandydata nauk teologicznych. W tym samym roku wyjechał do Pekinu jako członek rosyjskiej misji prawosławnej w Chinach. W 1851 otrzymał godność archimandryty i został nadzorcą aleksandrowskiej szkoły duchownej. W 1855 obronił pracę magisterską w dziedzinie teologii. Rok później wrócił do Chin i do 1864 kierował rosyjską misją prawosławną. W czasie pobytu w Chinach nauczył się języka chińskiego, przetłumaczył na ten język Ewangelie, Psałterz i szereg innych ksiąg liturgicznych. Gromadził również materiały poświęcone kulturze chińskiej oraz stosunkom rosyjsko-chińskim. Pragnął po odejściu na emeryturę opracować zebrane notatki i wydać je drukiem, nigdy jednak tego nie uczynił – zmarł będąc biskupem ordynariuszem, zaś po jego śmierci jego materiały zostały zniszczone.
W 1865 został przełożonym Monasteru Simnowskiego. Po roku przeniesiony na stanowisko kapelana cerkwi przy ambasadzie rosyjskiej w Rzymie. 5 lipca 1866 miała miejsce jego chirotonia na biskupa czeboksarskiego, wikariusza eparchii kazańskiej. W roku następnym przeniesiony na katedrę taurydzką i symferopolską. W 1881 otrzymał godność arcybiskupią. Zmarł w roku następnym. Cieszył się ogromnym szacunkiem wiernych swojej eparchii.
W 2008 został ogłoszonym świętym czczonym lokalnie. Decyzję o kanonizacji odczytali w soborze Świętych Piotra i Pawła w Symferopolu metropolita symferopolski i krymski Łazarz oraz arcybiskup krzyworoski i nikopolski Efrem. Relikwie świętego przechowywane są w tej samej świątyni.